# خدمات بهداشتی و پزشکی در بریتانیا

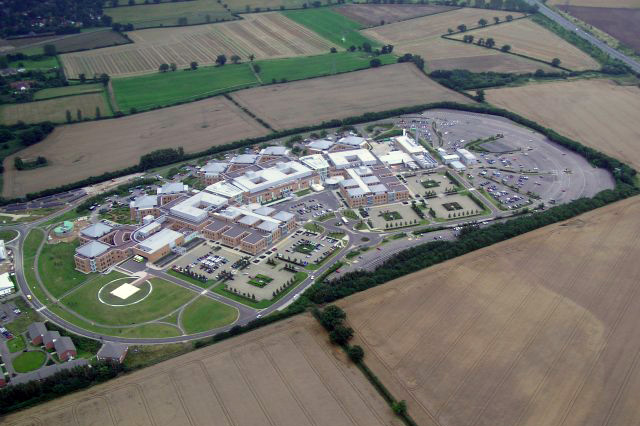
بیمارستان دولتی و دانشگاه پزشکی نورفولک و نورویچ در شهر نوریچ، شهرستان نورفولک

در بریتانیا (انگلستان، ولز، اسکاتلند و ایرلند شمالی) یک سامانه ملی بهداشت و مراقبت‌های پزشکی تحت عنوان سازمان ملی تأمین بهداشت و درمان NHS وجود دارد. خدمات درمانی در بریتانیا در مناطق انگلند، ولز، اسکاتلند و ایرلند شمالی دارای سیاست‌های مستقل به خود است.

## بودجه
بودجه این سازمان از مالیات‌ها و بیمه ملی تأمین می‌گردد. عموم مردم بریتانیا برای بهداشت و مراقبت‌های پزشکی و درمانی هزینه‌ای نمی‌پردازند.

## پزشک عمومی
مردم بریتانیا توسط پزشکان عمومی GP مربوط به محدوده مکانی خود تحت نظر درمانی می‌باشند. کسانی که بیمار می‌شوند یا نیاز به دکتر پیدا می‌کنند می‌توانند به پزشک عمومی ناحیه خود مراجعه کرده یا با تلفن کردن به وی، دکتر را به خانه بیاورند.

## دارو
مردم بریتانیا موظفند بخشی از هزینه داروها را خود بپردازند اما کودکان، افراد بالای ۶۰ سال و بیکاران از این پرداخت معاف هستند.

## اعزام به بیمارستان
در صورت صلاح دید و لزوم، پزشک عمومی بیمار را به یک بیمارستان اعزام می‌کند تا تحت نظر و معاینه یک پزشک متخصص قرار گیرد.

## اورژانس
در حالتی که شخص بیمار در حالت اورژانس قرار داشت، آمبولانس به صورت رایگان او را به بیمارستان انتقال می‌دهد. در بیمارستان، بیمار اورژانسی به صورت مجانی تحت مراقبت‌های پزشکی و خدمات درمانی قرار می‌گیرد.

## مشکلات
با وجود این که سازمان ملی تأمین بهداشت و درمان خدمات رایگان می‌دهد ولی مردم بریتانیا اغلب برای استفاده از این مزایای دولتی مجبورند زمان‌های طولانی در انتظار این امتیازات درمانی باشند. نوبتی بودن و انتظارهای طولانی، موضوع بحث‌برانگیز برای مردم و سیاستمداران بریتانیا بوده‌است.

## مراکز خصوصی
گروه اندکی از مردم بریتانیا ترجیح می‌دهند از مراکز خصوصی استفاده کنند. این افراد خود را تحت بیمه درمانی خصوصی قرار می‌دهند.

## نگرانی‌ها
با افزایش سن متوسط در بریتانیا، نگرانی‌ها درباره خدمات درمانی افزایش پیدا کرده‌است.